# FEV Motorentechnik

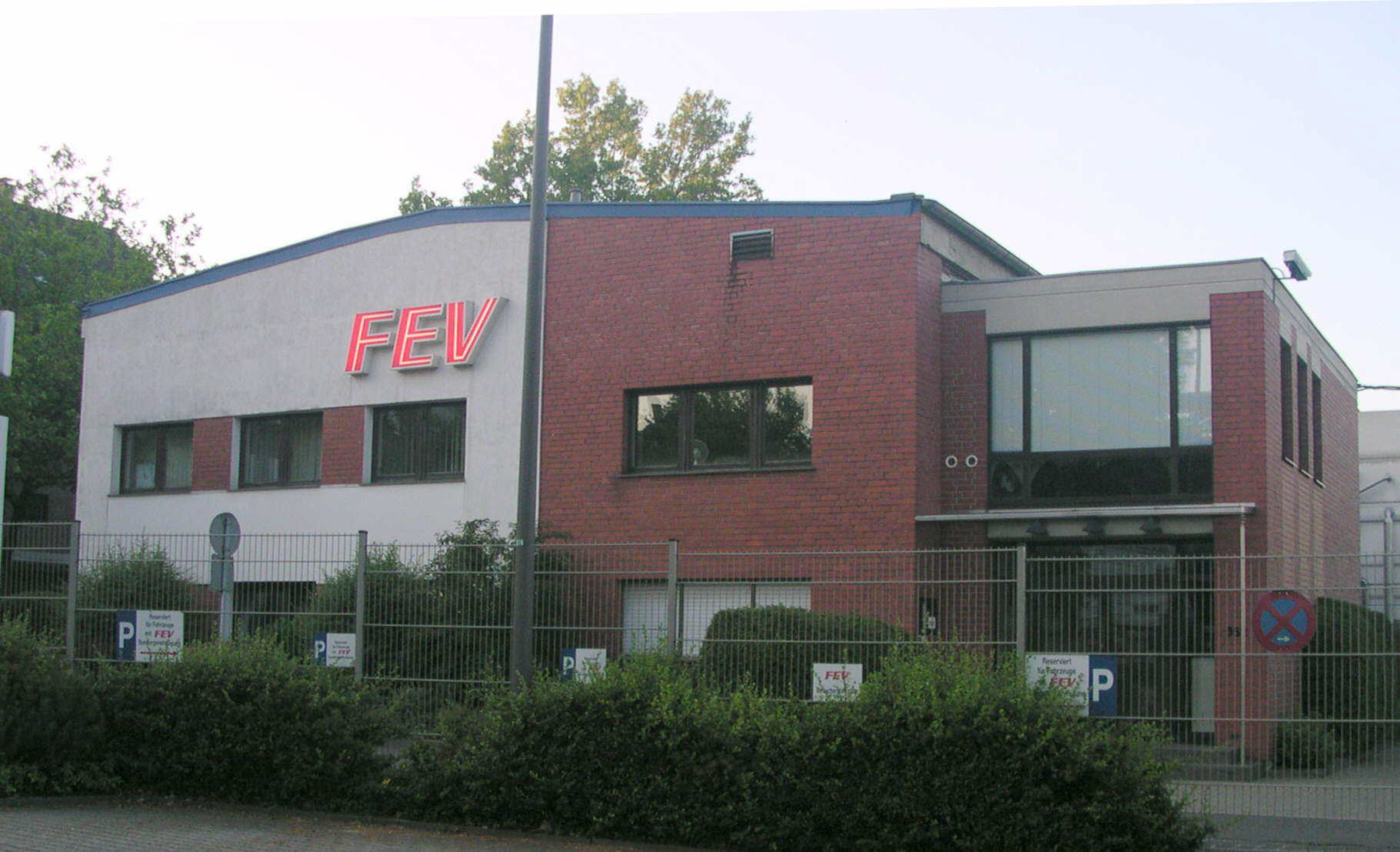
La sede della FEV Motorentechnik

L'FEV Motorentechnik GmbH è un centro di ricerca, fondato nel 1978 ad Aquisgrana e collocato presso i locali della Fafnirwerke in Jülicher Straße; nel 2005 l'azienda contava circa 1300 dipendenti tra Aquisgrana ed Alsdorf.

## Storia
La FEV è di proprietà della famiglia Pischinger ed è una delle più importanti ditte del mondo dedite alla ricerca nel campo dello sviluppo motoristico. Ulteriori impianti di ricerca  sviluppo si trovano a Auburn Hills (USA) e a Dalian (Cina). La ditta ha avviato una fruttuosa collaborazione con la VKA ("Verbrennungskraftmaschinen", macchine a combustione) presso il RWTH Aachen.
Ha diverse sedi in Italia per supportare i progetti dei car makers residenti sul territorio italiano.
- 1978 - Fondazione della FEV in Augustinergasse, Aquisgrana, da parte del Prof. Franz Pischinger
- 1980 - Trasferimento nei locali di Jülicher Straße, Aquisgrana
- 1985 - Fondazione della filiale di Auburn Hills
- 1986 - Costruzione dei capannoni in Jülicher Straße, Aquisgrana
- 1990 - Apertura della filiale di Neuenhofstrasse alla presenza dell'allora ministro per la ricerca Heinz Riesenhuber
- 1994 - Prototipo di veicolo con apertura elettromeccanica delle valvole
- 1998 - Apertura del centro per applicazioni ai veicoli di Alsdorf
- 1998 - Apertura della filiale di Pechino
- 2003 - Prof. Stefan Pischinger diviene membro del consiglio direttivo
- 2005 - Inaugurazione del centro di ricerca e sviluppo di Dalian (Cina)
- 2006 - Riordinamento del consiglio direttivo: Prof. Franz Pischinger, Dr. Manfred Schaffrath ed il Prof. Peter Walzer si ritirano dal consiglio direttivo.

## Consiglio direttivo
- Prof. Dr.-Ing. Stefan Pischinger
- Dr. Ernst J. Scheid
- Markus Schwaderlapp
- Rainer Paulsen